# Reginald De Koven
Henry Louis Reginald De Koven (ur. 3 kwietnia 1859 w Middletown w stanie Connecticut, zm. 16 stycznia 1920 w Chicago) – amerykański kompozytor.

## Życiorys
Od 1870 roku przebywał w Europie, w 1879 roku ukończył studia w St John’s College na Uniwersytecie Oksfordzkim. Kształcił się w Stuttgarcie u Wilhelma Speidla i Sigmunda Leberta (fortepian) oraz Dionysa Prucknera (harmonia), we Frankfurcie nad Menem u Johanna Christiana Hauffa (kompozycja), we Florencji u Luigiego Vanucciniego (śpiew), w Wiedniu u Richarda Genéego i Franza von Suppégo (kompozycja) oraz w Paryżu u Léo Delibesa (kompozycja). W 1882 roku wrócił do Stanów Zjednoczonych. Publikował krytyki muzyczne na łamach „Chicago Evening Post” (1889–1890), „Harper’s Weekly” (1895–1897), „New York World” (1898–1900 i 1908–1912) oraz „New York Herald”. W 1902 roku założył w Waszyngtonie Philharmonia Orchestra. Był członkiem National Institute of Arts and Letters.

## Twórczość
Był twórcą amerykańskiej operetki, napisał też ponad 400 pieśni. Największą popularność zdobyła sobie jego operetka Robin Hood (wyst. Chicago 1890), szczególnie pochodząca z niej piosenka Oh, Promise Me. Tworzył także opery, nawiązujące do wzorców opery włoskiej, w których na szeroką skalę wykorzystywał amerykańskie melodie ludowe. 

## Wybrane kompozycje
(na podstawie materiałów źródłowych)

### Opery
- The Canterbury Pilgrims (wyst. Nowy Jork 1917)
- Rip van Winkle (wyst. Chicago 1920)

### Operetki
- The Begum (wyst. Filadelfia 1887)
- Don Quixote (wyst. Boston 1889)
- Robin Hood (wyst. Chicago 1890)
- The Fencing Master (wyst. Boston 1892)
- The Knickerbockers (wyst. Boston 1893)
- The Algerian (wyst. Filadelfia 1893)
- Rob Roy (wyst. Detroit 1894)
- The Tzigane (wyst. Nowy Jork 1895)
- The Mandarin (wyst. Cleveland 1896)
- The Paris Doll (wyst. Hartford 1897)
- The Highwayman (wyst. New Haven 1897)
- The 3 Dragoons (wyst. Nowy Jork 1899)
- Red Feather (wyst. Nowy Jork 1903)
- Happyland (wyst. Nowy Jork 1905)
- Student King (wyst. Nowy Jork 1906)
- The Golden Butterfly (wyst. Nowy Jork 1907)
- The Beauty Spot (wyst. Nowy Jork 1909)
- The Wedding Trip (wyst. Nowy Jork 1911)
- Her Little Highness (wyst. Nowy Jork 1913)